# Mary T. Meagher

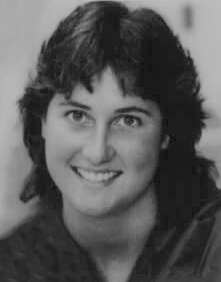
Mary Terstegge Meagher Plant, mejor mariposista de la historia, ganadora de tres medallas de oro olímpicas

Mary Terstegge "Mary T." Meagher Plant (Louisville, Kentucky, 27 de octubre de 1964) es una nadadora estadounidense, ganadora de tres medallas de oro olímpicas, y que está considerada como la mejor mariposista de la historia. Por ello era conocida con el sobrenombre de Madame Butterfly que al español se este apodo significa Madame Mariposa.
Mary Meagher fue la décima de una familia de once hermanos, y la llamaban Mary T. para distinguirla de su hermana mayor Mary Glen. La inicial T. corresponde al apellido de soltera de su madre, Terstegge.
Mary T. fue una nadadora muy precoz. Entrenada por Dennis Pursely en el Lakeside Aquatic Club de Louisville, se dio a conocer en 1979 cuando tenía sólo 14 años en los Juegos Panamericanos celebrados en San Juan de Puerto Rico. Allí ganó la medalla de oro de los 200 m mariposa y estableció un nuevo récord mundial con 2:09.77 rebajando en 10 centésimas el anterior de la alemana Andrea Pollack.
Un mes después de aquella cita volvió a batir su propio récord por dos ocasiones en el mismo día, el 16 de agosto en Fort Lauderdale, dejándolo en 2:07.01.
En 1980 era la gran favorita para ganar el oro en los Juegos Olímpicos de Moscú 1980 tanto en 100 como en 200 mariposa. De hecho el 11 de abril de ese año estableció en Austin el récord de los 100 mariposa con 59,26 y en las pruebas de selección para los Juegos celebradas en Irvine marcó otro tope mundial en los 200 mariposa con 2:06.37. Sin embargo a última hora el boicot a los Juegos decidido por el presidente Jimmy Carter privó a Mary T. de alcanzar la gloria en los Juegos Olímpicos.
Pese a la frustración, ella no se detuvo, pues era aun muy joven y dispondría con seguridad de más oportunidades. 1981 fue un gran año para ella pues con dos días de diferencia estableció dos plusmarcas mundiales en sus dos pruebas, durante los Campeonatos Nacionales en Brown Deer, Wisconsin: 57,93 en 100 mariposa y 2:05,96 en 200 mariposa. Estos dos récords se mantendrían durante casi veinte años imbatidos, siendo por bastante tiempo los récords más antiguos que se conservaban. Solo en 1999 su compatriota Jenny Thompson logró en Sídney rebajar en récord de 100 mariposa, con 57.88, y un año después la australiana Susan O'Neill batía, también en Sídney de 200 con 2:05.81.
Tras sus récords, Mary T. Meagher continuo en la senda de triunfos. En los Campeonatos del Mundo de Guayaquil 1982 venció en 100 mariposa, pero sufrió la decepción de ser derrotada en su mejor prueba, los 200 ante la alemana oriental Ines Geissler. Como parte del equipo de relevos 4 x 100 estilos sumó otra medalla de plata, de nuevo tras la alemanas orientales.
En este año 1982 entró en la Universidad de Berkeley, donde se convirtió en toda una estrella ganando todos los títulos de la NCAA que disputó. Ganó además los 200 mariposa en los Juegos Panamericanos de Caracas 1983.
La gran competición de su vida iban a ser los Juegos Olímpicos de Los Ángeles 1984, en su propio país y donde además no acudirían las únicas rivales que eran capaces de hacerle frente, las alemanas orientales. Así las cosas en Los Ángeles Mary T. Meagher alcanzó la gloria olímpica ganando tres medallas de oro en 100 y 200 m Butterfly y en el relevo 4 x 100 estilos. Así se desquitaba de la amargura de no haber podido acudir a Moscú cuatro años antes. Fue la indiscutible reina de la piscina. Tenía 20 años, y aunque había planeado retirarse tras los Juegos, su vocación competitiva la animó a seguir otros cuatro años.
En los Campeonatos del Mundo de Madrid 1986 ganó una nueva medalla de oro en 200 mariposa, aunque se tuvo que conformar con el bronce en los 100 metros mariposa, de nuevo tras las alemanas orientales Kornelia Gessler y Kristin Otto. Y de nuevo con otra plata en los 4 x 100 estilos.
Su despedida definitiva de la competición serían los Juegos Olímpicos de Seúl 1988, con 24 años. Ya no era la favorita en ninguna prueba, pero logró subir al podío a recoger el bronce en su mejor prueba, los 200 mariposa. Por delante de ella, como no, dos alemanas orientales, ahora Kathleen Nord y Birte Weigang. Es importante señalar que en la pruebas de clasificación antes de los Juegos, Mary T. había nadado esta distancia más rápido de lo que lo hizo la ganadora en Seúl.
En total, a lo largo de 10 años de carrera deportiva, ganó tres oros olímpicos, dos mundiales y estableció siete récords mundiales. Aparte de por sus triunfos deportivos Mary T. Meagher era conocida por su alegre personalidad y su sonrisa permanente. En 1993 fue incluida en el Salón de la Fama de la natación internacional.
- Datos: Q234977
- Multimedia: Mary T. Meagher / Q234977